# 環境省 (カンボジア)
環境省（かんきょうしょう、ក្រសួងបរិស្ថាន）は、カンボジアの行政機関である。2013年より、サイ・サムアッルが大臣を務めている。